# Лукин, Тимофей Спиридонович
Тимофей Спиридонович Лукин (1913 год, село Сатагай, Вилюйский округ, Якутская область — 15 апреля 1980 года, Якутская АССР, там же) — коневод, заведующий коневодческой фермой колхоза «Новая деревня» Амгинского района, Якутская АССР. Герой Социалистического Труда (1949). Депутат Верховного Совета Якутской АССР. Почётный гражданин Амгинского улуса.

## Биография
Родился в 1913 году в крестьянской семье в селе Сатагай. Трудовую деятельность начал в раннем детстве. После службы в Красной армии с 1931 года работал бригадиром полеводческой бригады, заведующим коневодческой фермы колхоза «Новая деревня» Амгинского района.
Применял передовой опыт табунного содержания лошадей, используя метод весенней выжерёбки, что приводило к стопроцентному сохранению жеребят. В 1948 году вырастил 20 жеребят от 20 кобыл, что превысило ежегодный план по увеличению поголовья табуна на 107,5 %. За достижение высокой продуктивности животноводства в 1948 году удостоен звания Героя Социалистического Труда указом Президиума Верховного Совета СССР от 30 июня 1949 года с вручением ордена Ленина и золотой медали «Серп и Молот».
После выхода на пенсию проживал в родном селе, где скончался в 1980 году.

## Память
В селе Сатагай именем Тимофея Лукина названо коневодческое племенное хозяйство, занимающееся разведением якутской лошади.